# Клевил (Калвадос)
Клевил (фр. Cléville) насеље је и општина у северној Француској у региону Доња Нормандија, у департману Калвадос која припада префектури Кан.
По подацима из 2011. године у општини је живело 354 становника, а густина насељености је износила 41,5 становника/km². Општина се простире на површини од 8,53 km². Налази се на средњој надморској висини од 26 метара (максималној 43 m, а минималној 2 m).

## Демографија
| 1962. | 1968. | 1975. | 1982. | 1990. | 1999. | 2011. |
| ----- | ----- | ----- | ----- | ----- | ----- | ----- |
| 189   | 223   | 215   | 242   | 298   | 269   | 354   |

График промене броја становника у току последњих година